# Christiane Leiwesmeyer
Christiane Leiwesmeyer (* 1965 in Zweibrücken) ist eine deutsche politische Beamtin (CDU). Von 2019 bis 2024 war sie Staatssekretärin und Amtschefin im Ministerium der Justiz des Landes Brandenburg.

## Leben
Leiwesmeyer war im Justizministerium des Landes Brandenburg als Ministerialrätin in der Funktion der Referatsleiterin tätig. Im Zuge der Bildung des Kabinetts Woidke III wurde Leiwesmeyer am 20. November 2019 unter Ministerin Susanne Hoffmann zur Staatssekretärin und Amtschefin des Ministerium der Justiz des Landes Brandenburg berufen. Sie folgte damit auf Ronald Pienkny. Mit der Bildung des Kabinetts Woidke IV am 11. Dezember 2024 schied sie aus dem Amt der Staatssekretärin aus.
Leiwesmeyer ist Mitglied der Christlich Demokratischen Union Deutschlands. Sie wohnt seit 1996 in Michendorf bei Potsdam. Seit Januar 2020 ist sie Vorstandsmitglied des CDU-Ortsverbandes Michendorf.